# Titularbistum Benda
Benda ist ein Titularbistum auf der Balkanhalbinsel und Teil des Christentums in Albanien.

## Beschreibung
Benda gehörte der Kirchenprovinz Durrës an. Der Sitz befand sich in Bendensis, der späteren Stadt Stephaniaka – heute eine Wüstung an der Mündung des Flusses Ishëm.

„Es geht zurück auf einen früheren Bischofssitz in der antiken Stadt Bendensis, der in der römischen Provinz Macedonia bzw. Epirus nova im heutigen Albanien. Der Sitz dieses Bistums ist vielleicht später bei der Kirche Šen Li, anderthalb Stunden von Išmi entfernt, zu suchen. Die Ruinen dieser mittelalterlichen Kirche (einst vielleicht das Kloster S.Petri de Lingarica) stehen heute vollständig isoliert, doch die Größe derselben, … zeugen von der einstigen Wichtigkeit.“

| Titularbischöfe von Benda |                                                   |                                                       |                    |                  |
| Nr.                       | Name                                              | Amt                                                   | von                | bis              |
| 1                         | Hieronim Wielogłoski                              | Weihbischof in Przemyśl (Polen-Litauen)               | 22. September 1760 | Januar 1767      |
| 2                         | Władysław Jan Walknowski                          | Weihbischof in Poznań (Polen-Litauen)                 | 19. Dezember 1768  | Dezember 1779    |
| 3                         | Józef Wojciech Gadomski                           | Weihbischof in Płock (Polen-Litauen)                  | 23. September 1782 | 23. Juni 1791    |
| 4                         | Antonio de Stefano OFMConv                        | Apostolischer Visitator im Vikariat Moldau (Rumänien) | 28. August 1849    | 1. November 1893 |
| 5                         | Francesco Uccelini-Tice                           | Apostolischer Administrator von Kotor (Montenegro)    | 18. Mai 1894       | 18. März 1895    |
| 6                         | Jean-Marie Dépierre MEP                           | Apostolischer Vikar von West-Cochinchina (Vietnam)    | 12. April 1895     | 17. Oktober 1898 |
| 7                         | Paolo Schirò                                      | Bischofsordinarius für Italo-Albaner in Sizilien      | 26. Januar 1904    | 1941             |
| 8                         | Maurice Despatures MEP                            | emeritierter Bischof von Bangalore (Indien)           | 6. September 1942  | 26. August 1963  |
| 9                         | James Edward McManus CSSR (Jaime Eduardo McManus) | Weihbischof in New York (USA)                         | 18. November 1963  | 3. Juli 1976     |
| 10                        | Georges Gilson                                    | Weihbischof in Paris (Frankreich)                     | 13. Juli 1976      | 13. August 1981  |
| 11                        | Johannes Bernardus Niënhaus                       | Weihbischof in Utrecht (Niederlande)                  | 15. Januar 1982    | 5. Dezember 2000 |
| 12                        | Tomasz Peta                                       | Apostolischer Administrator von Astana (Kasachstan)   | 15. Februar 2001   | 17. Mai 2003     |
| 13                        | Wassyl Iwassjuk                                   | Erzbischöflicher Exarch von Odessa-Krim (Ukraine)     | 28. Juli 2003      | 13. Februar 2014 |
| 14                        | Wilhelm Zimmermann                                | Weihbischof in Essen (Deutschland)                    | 14. März 2014      |                  |